# Anne-François Arnaud

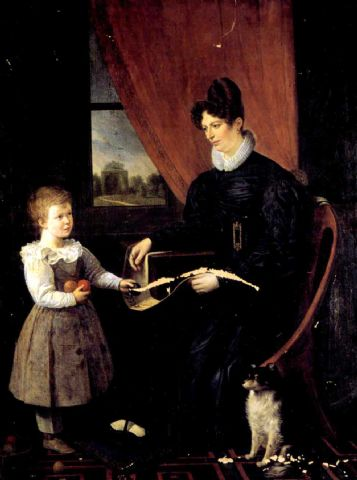
Giovane madre col figlio, 1831

Anne-François Arnaud (Troyes, 16 ottobre 1787 – Troyes, 28 ottobre 1846) è stato un pittore francese.

## Biografia
Allievo di François-André Vincent, e poi di Gros e di David, dal 1819 fu membro della Société Académique dell'Aube. Nel 1820 fu nominato professore aggiunto nella École di disegno di Troyes, della quale fu successivamente direttore e primo conservatore del Museo. Nel 1845 decorò la cappella dell'Ospizio Saint Nicolas di Troyes. Dipinse anche i monocromi del locale Palazzo di Giustizia. Le sue opere sono prevalentemente conservate nel Museo della sua città natale.

## Opere
- Vue de l'ancienne porte de Paris à Troyes, 1834
- Le Premier Consul franchissant les alpes au col du Grand-Saint-Bernard
- Portrait de Louis Camussat de Vaugourdon
- Portrait de l'abbé Sompois
- Portrait de Madame Sompois, 1828
- Portrait de Madame Carteron, née Cortier, 1823
- Portrait de Marie-Madeleine Soucin
- Portrait de Louis Duchat
- Portrait de l'abbé Henry-Remy Hubert, 1827